# Doumer Hill
Doumer Hill är en kulle i Antarktis. Den ligger i Västantarktis. Argentina, Chile och Storbritannien gör anspråk på området. Toppen på Doumer Hill är 515 meter över havet.
Terrängen runt Doumer Hill är kuperad norrut, men österut är den bergig. Havet är nära Doumer Hill åt nordväst. Trakten är obefolkad. Det finns inga samhällen i närheten. 